# Port lotniczy Kajhajdi
Port lotniczy Kajhajdi (IATA: KED, ICAO: GQNK) – port lotniczy położony w Kajhajdi, w regionie Kurkul, w Mauretanii.